# بوزغن
بوزغن (به عربی: بوزغن) یک شهرداری در الجزایر است که در ناحیه بوزغن واقع شده‌است. بوزغن ۶۶٫۹ کیلومتر مربع مساحت و ۲۴٬۳۱۱ نفر جمعیت دارد.